# Allium runemarkii
Allium runemarkii är en amaryllisväxtart som beskrevs av Trigas och Dimitrios B. Tzanoudakis. Allium runemarkii ingår i släktet lökar, och familjen amaryllisväxter. Inga underarter finns listade i Catalogue of Life.